# Península de Bataan

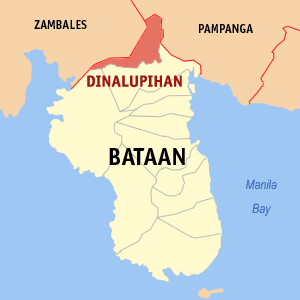
A Península de Bataan, banhada pela Baía de Manila.

A Península de Bataan é uma extensão rochosa das Montanhas Zambales, em Luzon, nas Filipinas. Ela separa a Baía de Manila do Mar do Sul da China. A península tem como elevações o Monte Natib (1 253 m) ao norte e as Montanhas Mariveles ao sul, que inclui o Monte Samat, local histórico do ponto inicial da famosa Marcha da Morte, durante a Segunda Guerra Mundial.
A província de Bataan é situada nesta península.